# Papyrus d'Artémidore
Le papyrus d'Artémidore aurait été retrouvé au début des années 1990 dans un amas de vieux papyrus recyclés, à la fin du Ier siècle, pour fabriquer un masque funéraire en papier mâché. Admise à l'origine, son authenticité a fait débat. Cependant, malgré les doutes exprimés il y a des années par certains chercheurs à propos du papyrus, Jean-Luc Fournet a souligné que « son ancienneté ne fait pas de doute » et qu' « il est regrettable que la polémique sur l’authenticité de ce papyrus ait jeté le discrédit sur une pièce aussi exceptionnelle ».

## Contenu
De cet amas proviendraient la cinquantaine de fragments constituant le papyrus d'Artémidore. Haut de 32,5 cm et long de 2,55 m, celui-ci se compose en fait de deux morceaux, entre lesquels manque une feuille. Le recto se compose d'un texte de géographie, qu'on a attribué à Artémidore d'Éphèse, un géographe grec ayant vécu entre le IIe siècle et le Ier siècle av. J.-C. et dont l'œuvre ne nous est plus connue que par des citations d'auteurs antiques.
Le texte en question se compose d'une introduction et du début d'une description de la péninsule Ibérique. Le papyrus présente la particularité de comporter une carte géographique. Cette carte, inachevée, représente peut-être la Bétique, c'est-à-dire la partie sud-ouest de l'Espagne. On a supposé que le dessinateur ne l'avait pas achevée, parce qu'il s'était rendu compte qu'il ne copiait pas la carte correspondant au texte. Cela se serait passé à la fin du Ier siècle av. J.-C. Le papyrus n'aurait cependant pas été mis au rebut. On trouve en effet représentés au verso une quarantaine d'animaux, réels ou fantastiques. Ces dessins auraient permis à des clients désireux de faire réaliser une fresque ou une mosaïque de choisir un modèle. La vie du papyrus ne s'est pourtant pas arrêtée là : dans les espaces du recto restés libres, là où devaient figurer les cartes non réalisées, figurent deux têtes humaines, ainsi que d'autres éléments d'anatomie, interprétés comme des exercices par ceux qui ont étudié les premiers le document.
D’après la date des autres documents retrouvés dans l'amas, le papyrus d'Artémidore aurait finalement été recyclé en vieux papier vers la fin du Ier siècle. D’abord propriété d'un collectionneur allemand, le papyrus a été acheté en 2004 pour la somme de 2 millions 750 000 euros par la Fondazione per l'Arte de la Compagnia di San Paolo de Turin et exposé au Palazzo Bricherasio jusqu'en mai 2006. Il a été ensuite confié pour analyse à l'Institut de papyrologie de l'Université de Milan. Après avoir fait l'objet, en 2008, d'une exposition au Musée égyptien de Berlin, il est conservé, depuis octobre 2014, au Musée des antiquités de Turin.

## Controverse
Depuis 2006, l’authenticité de ce rouleau est au cœur d'une vaste controverse. Selon Luciano Canfora, le papyrus serait l'œuvre de Konstantinos Simonides, un faussaire grec bien connu et actif dans le courant du XIXe siècle. Toutefois un certain nombre d'arguments ont été avancés en faveur de l'authenticité, le papyrus contenant des informations apparemment inconnues à l'époque de Simonides et découvertes depuis, ce qui a amené divers auteurs à juger peu vraisemblable la thèse du faux. Canfora a répondu à ces objections. Il a ainsi montré que Simonides avait pu avoir accès à des informations qu'on croyait inédites de son temps. Au terme d'un bilan bibliographique publié en 2011, Federico Condello concluait que la plupart des arguments contre l'authenticité étaient restés sans réponse. Cependant, à la suite de la naissance de la controverse, le manuscrit a été soumis à plusieurs reprises à une analyse au carbone 14, ce qui a permis d'établir que le papyrus a été produit entre le Ier siècle av. J.-C. et le Ier siècle, confirmant ainsi la datation paléographique déjà proposée par les premiers éditeurs. Même après la datation radiométrique, Canfora a continué à soutenir la théorie de la contrefaçon de Simonidis dans des dizaines de publications, avec ce que le philologue Giovan Battista D'Alessio a défini comme « des constructions hypothétiques ad hoc fantastiques qui, loin de fournir une explication plus économique de la preuve, forcer leurs partisans à des fictions de plus en plus invraisemblables ».